# Султанова, Галия Калимулловна
Галия Калимулловна Султанова (урожд. Мухамедьянова) (16 февраля 1937, Лаклы, Башкирская АССР — 19 мая 2024, Уфа) — советская, российская певица. Педагог вокала. Народная артистка Республики Башкортостан (2011). Заслуженная артистка Башкирской АССР (1974). Заслуженный работник культуры Республики Башкортостан (1993).

## Биография
Родилась в деревне Лаклы Малоязовского района (ныне Салаватский район) Башкирской АССР 16 февраля 1937 года в многодетной семье Калимуллы и Магиры Мухамедьяновых. Музыкальные способности унаследовала от родителей, особенно от отца, который хорошо исполнял народные песни. В школьные годы пела на школьной сцене, в сельском клубе.
Ветеран войны Калимулла Мухамедьянов прожил после войны недолго. Мечтавшей о сцене девочке после школы пришлось пойти на стройку-Галия работала разнорабочей в городе Сатка Челябинской области. Здесь она сорвалась с крана и упала с десятиметровой высоты, полгода пролежала в больнице.
В 1956 году Башкирская филармония объявила набор абитуриентов для учёбы в Свердловском музыкальном училище, и Галия Калимулловна, с благословения родного брата, решила испытать судьбу, приняла участие в конкурсе и прошла отбор. Но для того, чтобы добиться своей цели, ей пришлось самой зарабатывать на жизнь и учёбу.
В фонотеке Башкирского радио до сих пор хранятся первые записи песен Галии Султановой, сделанные по предложению художественного руководителя филармонии, композитора Хусаина Ахметова («Өфөм», «Иҫтәлек», «Әй буйҙары») ещё в студенческие годы.
В 1960 году окончила с отличием Свердловское музыкальное училище имени П. И. Чайковского (класс Р. Х. Герцман).

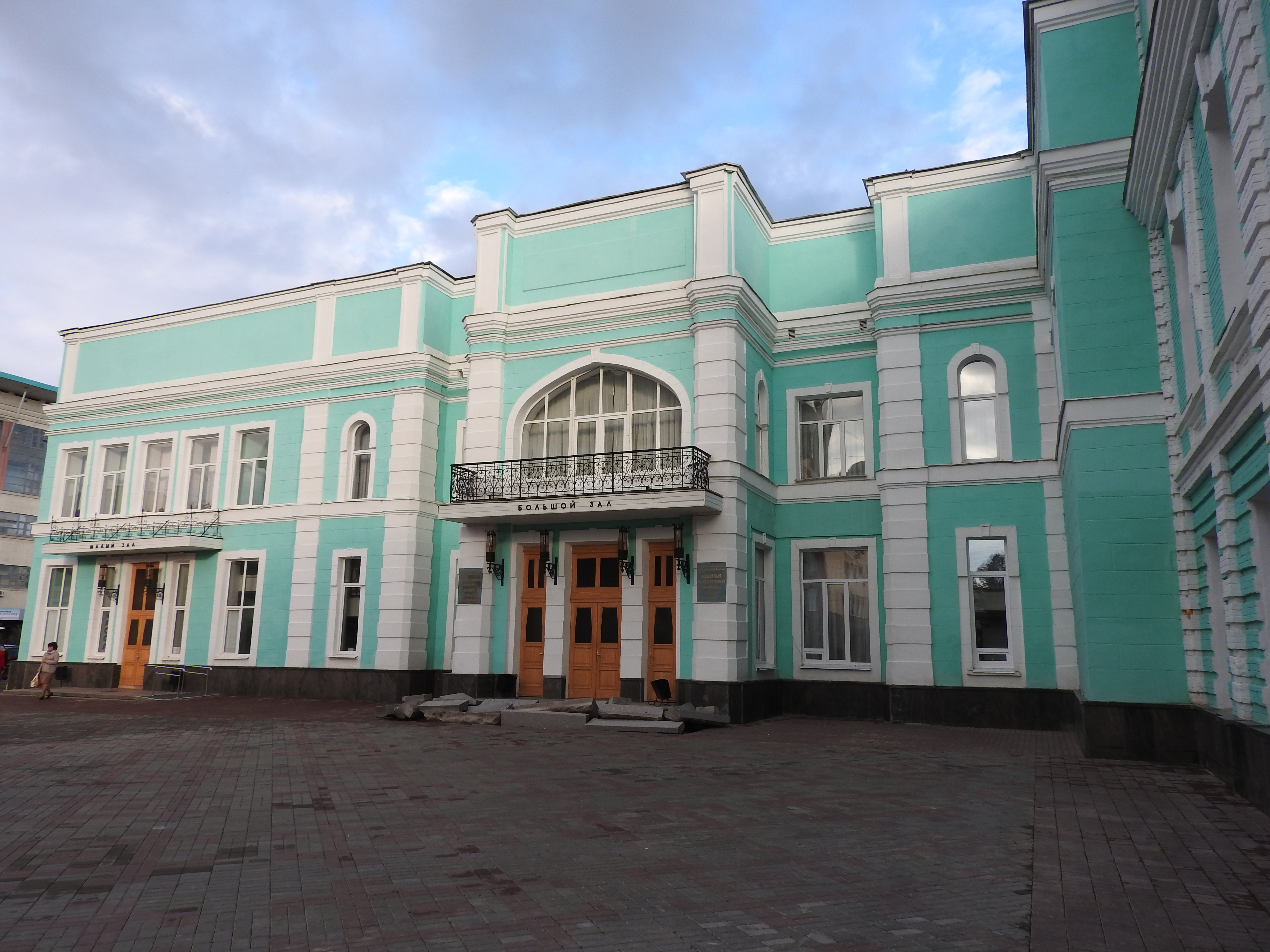
Башкирская государственная филармония имени Хусаина Ахметова

В 1960—1963 годы работала солисткой Башкирской государственной филармонии, в знаменитой концертной бригаде Ишмуллы Дильмухаметова. Гастроли продолжались по два-три месяца, бригада ездила по республике, давая по 50-60 концертов в сельских клубах, на полях, в городских домах культуры. Галия Калимулловна вышла замуж за баяниста филармонии Зуфара Султанова. В 1962 году у них родилась дочь Зиля.
Режиссёр Амир Абдразаков предложил Г. К. Султановой записать песню «Таштугай» для фильма «Песня моего народа» («Халҡым һағышы»), которая вошла в Золотой фонд Башкирского телевидения.
В 1963 году художественный руководитель Башкирской филармонии Хусаин Файзуллович Ахметов предложил Г. К.Султановой поехать в Москву, в музыкально-педагогический институт имени Гнесиных (Уфимский институт искусств был открыт в 1968 году).
Муж Зуфар, всегда восхищавшийся талантом Галии Калимулловны, поддерживал свою жену, но в 1968 году неожиданно скончался от инфаркта. От пережитого потрясения у Галии Султановой пропал голос. Педагог по вокалу Г. А. Мальцева показывала Галию лучшим специалистам, помогла закончить учёбу в институте, но порекомендовала некоторое время поберечь голос.
В 1968 году окончила музыкально-педагогический институт им. Гнесиных (Москва, класс Г. А. Мальцевой), вернулась в Уфу, но выступления в составе концертной бригады пришлось на время оставить. В 1968—1970 годы работала педагогом по вокалу в Уфимском музыкальном училище. Со временем к ней вернулся и голос, певицу вновь пригласили в Башкирскую филармонию.

В 1970—1983 годы работала солисткой Башкирской филармонии, с 1980 года — преподавателем Уфимского педагогического колледжа № 2, одновременно до 1998 года — Уфимского государственного института искусств и до 1993 года -педагогом-вокалистом Башкирского академического театра драмы, в 2003—2013 годы — преподавателем Уфимского училища искусств.

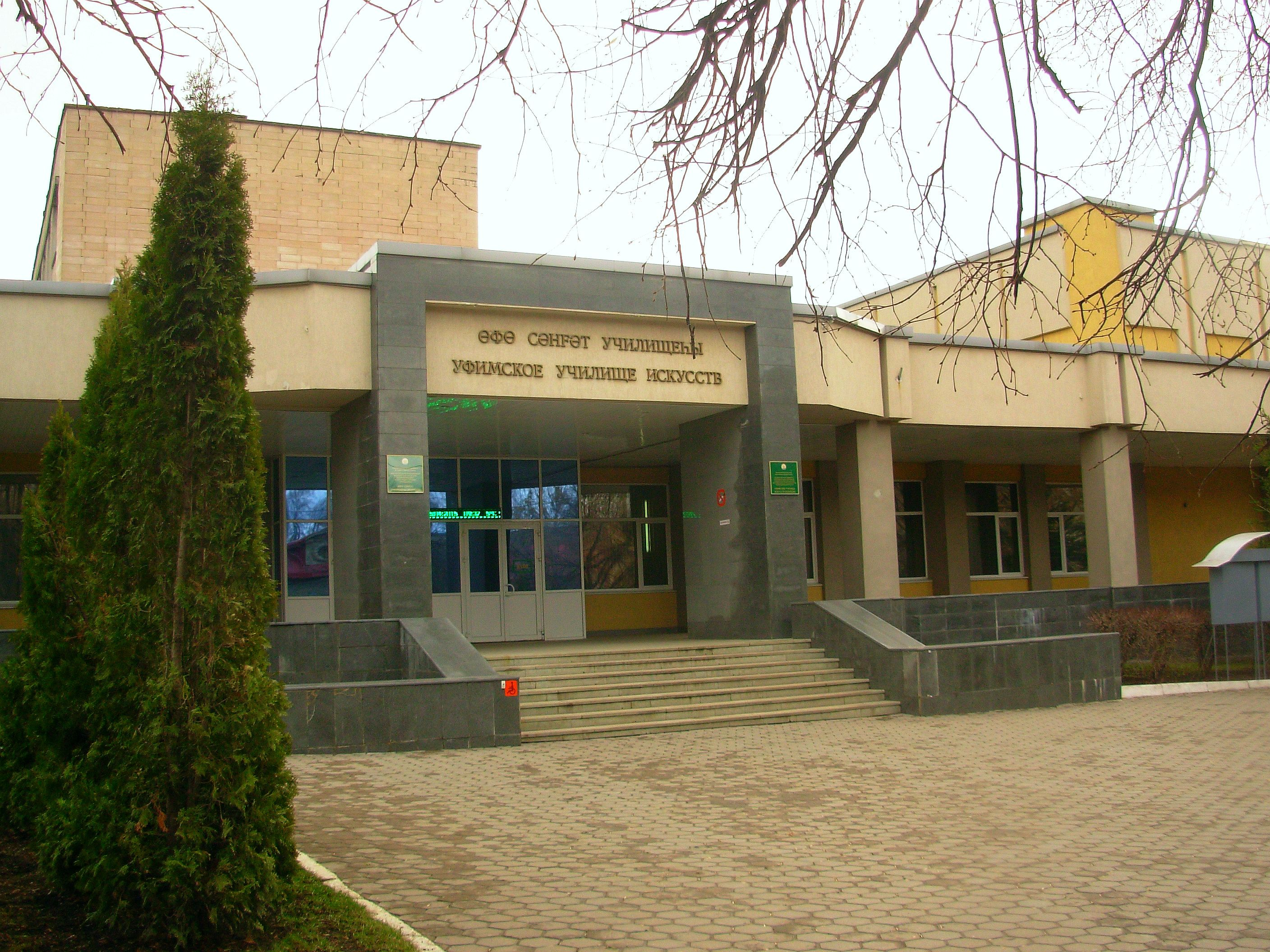
Уфимское училище искусств

Музыкальные спектакли занимали и занимают важное место в репертуаре Башкирского академического театра драмы («Ҡоҙаса», «Зәңгәр шәл», «Аҫылйәр», «Ғәлиәбаныу», «Тиле йәшлек» и др.), многие из них были подготовлены с участием педагога по вокалу Галии Султановой.
Ученики Г. К. Султановой — певцы, музыканты, дирижёры, театральные актёры. Она давала уроки вокала артистам Салаватского, Стерлитамакского, Туймазинского театров. Среди её учеников известные артисты Фидан Гафаров, Суфия Курбангалеева, Лина Гареева, Ильдар Гумеров, популярные молодые певцы Ильмир Абубакиров, Тимур Рамазанов, Ямиль Баймурзин (Ябай малай), Салават Мухамедьяров и др.
Певица была участницей дней культуры Башкирской АССР в Ленинграде (1969), литературы и искусства Башкирской АССР в Каракалпакской АССР (1976). Гастролировала по СССР, Монголии, Финляндии, Чехословакии.
Автор учебно-методических работ по преподаванию вокала. Среди коллег и студентов снискала доверие и авторитет высоким профессионализмом и добрым отношением к людям. Она остается любимой певицей для нескольких поколений слушателей.
За высокое исполнительское мастерство и добросовестный труд Г. К. Султанова удостоена почётных званий: Народная артистка Республики Башкортостан (2011), Заслуженная артистка Башкирский АССР (1974), Заслуженный работник культуры Республики Башкортостан (1993).
Ушла из жизни 19 мая 2024 года в Уфе на 88-м году жизни.

## Творчество
Исполнительница башкирских народных песен «Зульхиза», «Таштугай», «Шаура». Ей рукоплескали зрители не только в Башкортостане, но и в Татарстане, Москве, Ленинграде, в городах Средней Азии, Финляндии, Монголии, Чехословакии, Германии. Её исполнение песни «Ашкадар», сочиненной женщиной, потерявшей любимого мужа, считается эталоном для всех певцов.
Искусству исполнения башкирских народных песен училась у выдающихся исполнителей — Ишмуллы Дильмухаметова и Сулеймана Абдуллина. Они учили молодую певицу башкирским песенным традициям, в соответствии с которыми певец сначала должен изучить историю создания песни, проникнуться чувствами безымянного автора, не увлекаться мелизмами, соблюдать невидимую грань между академическим исполнением и народными традициями.
Галия Султанова была не только замечательным исполнителем башкирских народных песен, она активно пропагандировала произведения современных композиторов, была первой исполнительницей многих песен (например, арии Амины из оперы Загира Исмагилова «Салават Юлаев», партии Бибинур из оперы Хусаина Ахметова «Замандаштар» («Современники»)и др.)

## Почётные звания
- Народная артистка Республики Башкортостан (2011)
- Заслуженная артистка Башкирской АССР (1974)
- Заслуженный работник культуры Республики Башкортостан (1993)